# De Havilland Canada DHC-3 Otter
Dimensions
Le de Havilland Canada DHC-3, aussi connu sous le nom de « Otter » (en français, « loutre ») est un avion monoplan.

## Description
Suivant le succès du DHC-2 Beaver, de Havilland Canada développe une version agrandie, le DHC-3, prévu pour les mêmes missions. 460 exemplaires furent construits
Plusieurs DHC-3 ont été modifiés pour améliorer leurs performances de vol, la plupart remplacent le moteur à pistons R-1340 par un turbopropulseur Pratt and Whitney PT-6A. Ce turbopropulseur améliore énormément l'avion car il avait seulement un moteur a piston en étoile. L'avion demeure très fiable puisque les turbopropulseur PT-6 ont été approuvés pour le vol monomoteur IFR.

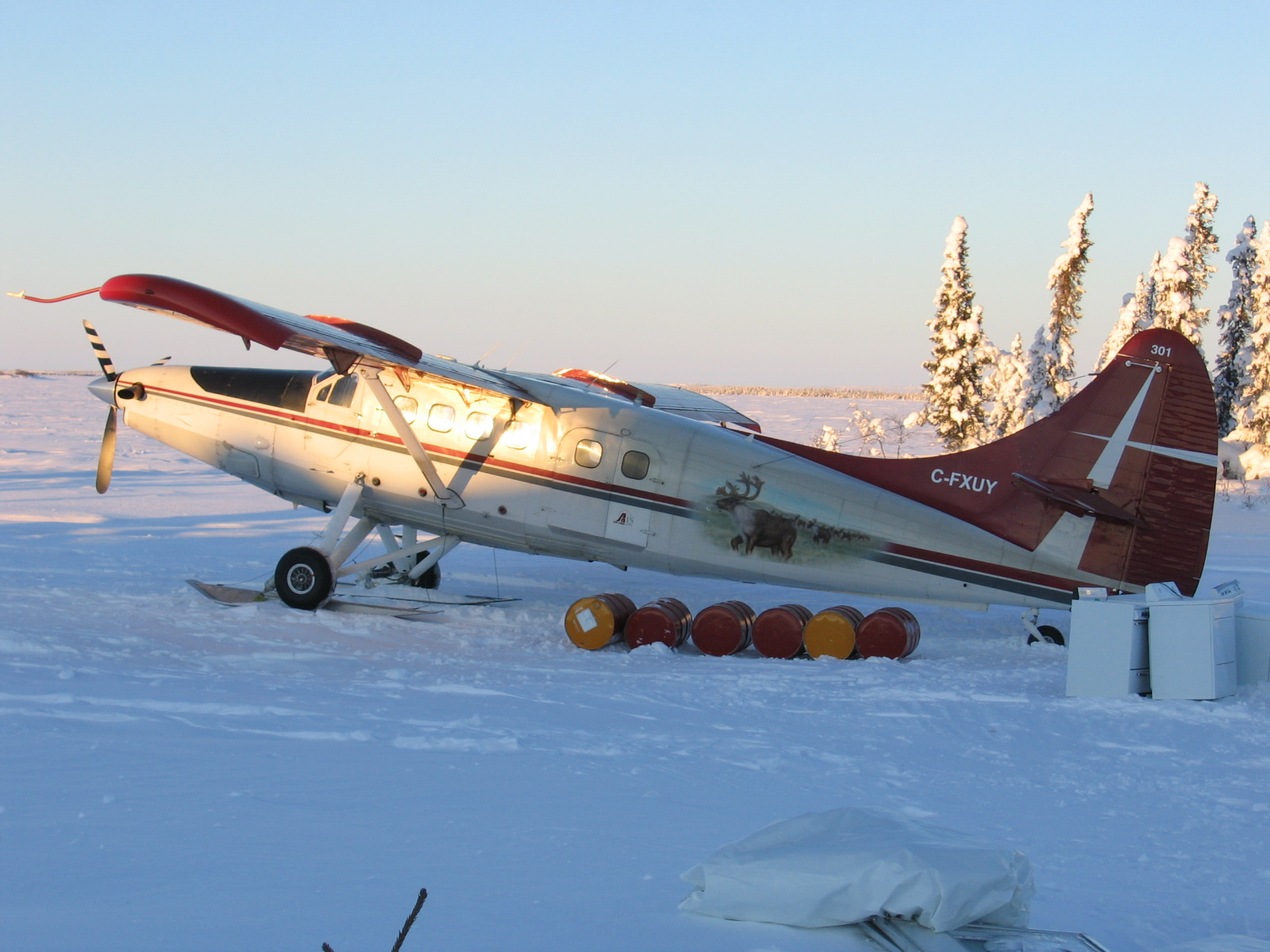
Un Turbo Otter équipé de skis

Il peut être équipé de flotteurs dans sa version hydravion ou de skis.

Le DHC-3 servit de base pour produire le DHC-6 Twin Otter équipé de deux turbopropulseurs.

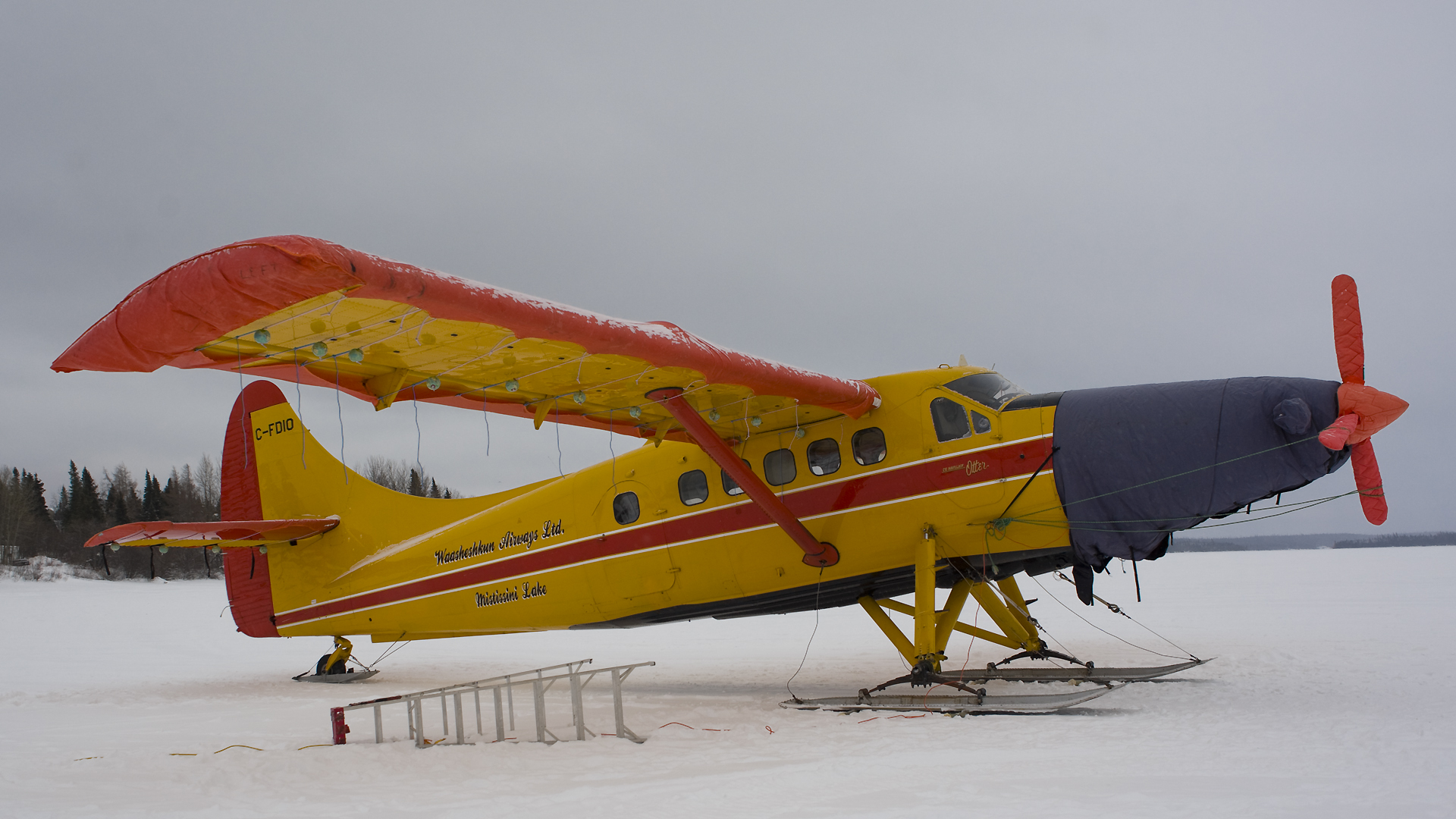
De Havilland Otter à turbopropulseur, muni de protections contre le froid, sur le lac Mistassini au Québec.

## Incidents et accidents
Le 10 mai 2019, deux hydravions De Havilland Canada DHC-2 Beaver et De Havilland Canada DHC-3 Otter effectuant des vols commerciaux au-dessus Monument national Misty Fiords entrent en collision dans le ciel de l'Alaska. Le DHC-2 Beaver N952DB est perdu avec tous ses occupants alors que 10 des 11 occupants du DHC-3 Otter N959PA parviennent à être sauvés par le pilote Lou Beck, un ancien pilote de ligne de Delta Air Lines.